# San Martín de Unx
San Martín de Unx és un municipi de Navarra, a la Comarca de Tafalla, dins la merindad d'Olite.

## Demografia
| Evolució demogràfica                                         | Evolució demogràfica | Evolució demogràfica | Evolució demogràfica | Evolució demogràfica | Evolució demogràfica | Evolució demogràfica | Evolució demogràfica | Evolució demogràfica | Evolució demogràfica | Evolució demogràfica |
| 1996                                                         | 1998                 | 1999                 | 2000                 | 2001                 | 2002                 | 2003                 | 2004                 | 2005                 | 2006                 | 2007                 |
| ------------------------------------------------------------ | -------------------- | -------------------- | -------------------- | -------------------- | -------------------- | -------------------- | -------------------- | -------------------- | -------------------- | -------------------- |
| 494                                                          | 486                  | 483                  | 471                  | 458                  | 452                  | 440                  | 436                  | 438                  | 447                  | 452                  |
| Fonts: San Martín de Unx i institut d'estadística de navarra |                      |                      |                      |                      |                      |                      |                      |                      |                      |                      |

## Fills il·lustres
- Melecio Brull Ayerra (1845-1905) compositor de sarsueles.
- Melecio Brull Ayerra (1858-1923) compositor i pianista.

## Agermanaments
- Sent Martin de Hins